# Fitzroy (Victoria)
Fitzroy ist ein Stadtteil der australischen Metropole Melbourne. Er liegt ca. 2 km nordöstlich des Stadtzentrums und ist mit einer Fläche von 1,4 km² der kleinste Stadtteil. Fitzroy bildet ein wichtiges kulturelles Zentrum von Melbourne; entlang der Brunswick Street reihen sich Geschäfte, Kunstgalerien, Restaurants und Pubs.
Der Stadtteil wurde nach Charles Augustus FitzRoy benannt, von 1846 bis 1855 Gouverneur der damaligen britischen Kolonie New South Wales.

## Geschichte
Fitzroy war der erste Stadtteil und wurde 1839, vier Jahre nach der Gründung Melbournes, unter dem Namen Newtown gegründet. In den folgenden Jahrzehnten entwickelte sich Fitzroy zu einem Wohnort für Arbeiter, die in den Fabriken der umliegenden Stadtteile beschäftigt waren. Ab den späten 1930er Jahren zogen viele Arbeiterfamilien in neue Stadtteile am Rand Melbournes. In den 1980er und 1990er Jahren wurden viele der noch verbliebenen Industrie- und Lagerhallen durch Wohnhäuser ersetzt.

## Persönlichkeiten
- E. Phillips Fox (1865–1915), Maler und Kunstlehrer